# Eliza H. Trotter
Pour les articles homonymes, voir Trotter.
Eliza H. Trotter (fl.  1800-1815) est une artiste peintre irlandaise,,.

## Biographie

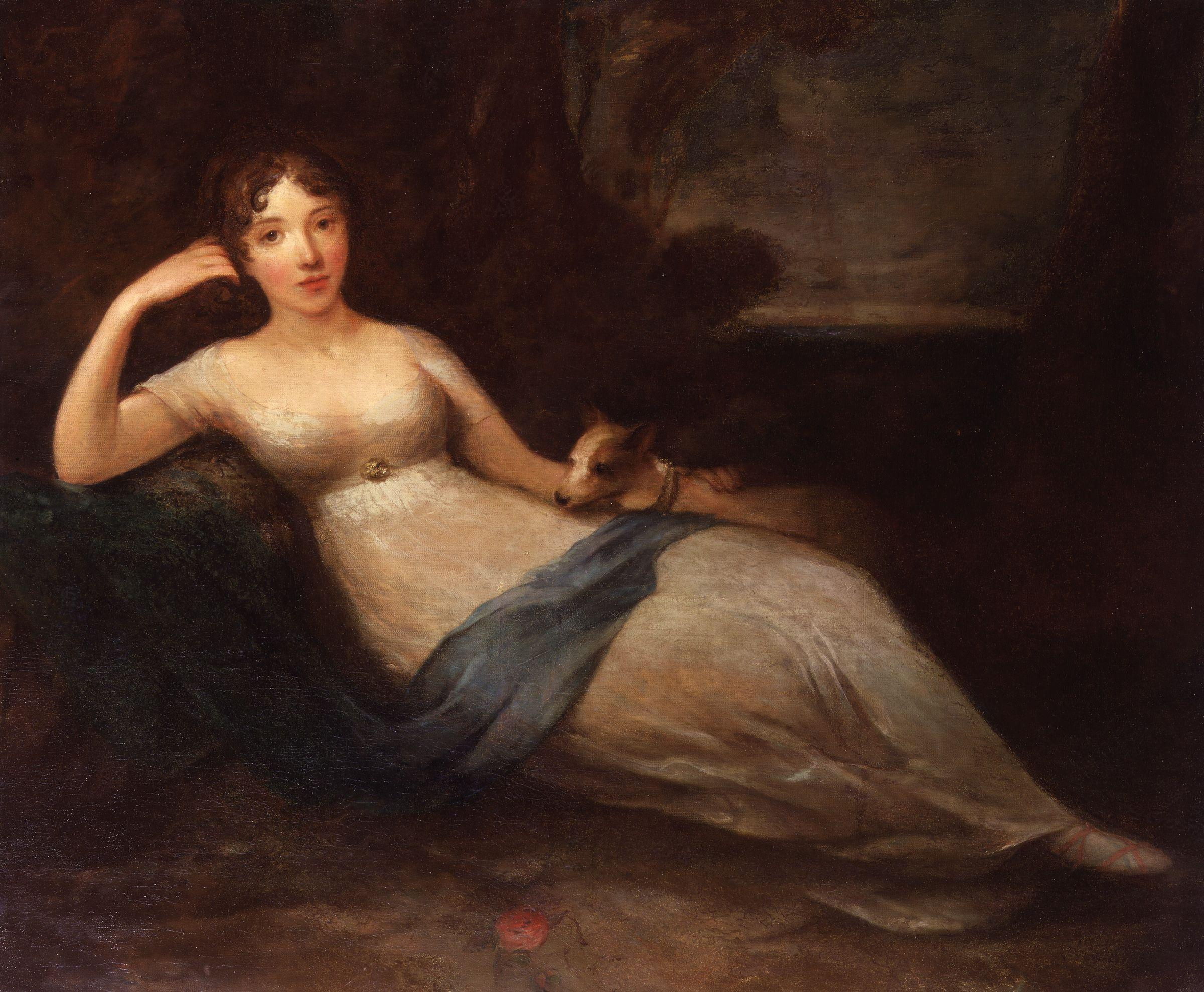
Lady Caroline Lamb de Eliza H. Trotter

Eliza H. Trotter est la plus jeune fille des artistes Marianne Hunter et John Trotter. Sa mère meurt en 1777. La première indication la concernant est une exposition en 1800 au 16 Strafford Street à Dublin. En 1802, elle expose à la Parliament House et en 1804 elle vit au 30 Cuffe Street.
En 1804, elle décore une maison à Glasnevin donnée à Charles Lindsay, évêque de Kildare, par la Harp Society of Dublin. Son portrait de Patrick Quin est gravé pour illustrer le Monthly Pantheon par Henry Brocas. Brocas créé également une gravure du portrait de John Bernard Trotter peint par Eliza, le secrétaire de la Harp Society. En 1809, elle expose six portraits avec la Dublin Society à la Hawkins House. En 1811, elle est à Londres et expose un Portrait of a Young Lady avec la Société Royale, tout en étudiant à l'école de la Royal Academy. De 1811 à 1814, elle expose des peintures à la British Institution. Rien de plus n'est connu au sujet de sa vie après cela. L'une de ses œuvres la plus célèbre est un portrait de Lady Caroline Lamb conservé à la National Portrait Gallery à Londres.